# The Road Home
The Road Home è un album discografico di cover del tastierista statunitense Jordan Rudess, pubblicato nel 2007.

## Tracce
1. Dance on a Volcano – 8:44 (Genesis)
2. Sound Chaser – 12:54 (Yes)
3. Just the Same – 8:22 (Gentle Giant)
4. JR Piano Medley – 8:22
  - Soon (Yes)
  - Supper's Ready (Genesis)
  - I Talk to the Wind (King Crimson)
  - And You and I (Yes)
5. Piece Of the π – 3:05
6. Tarkus – 22:47 (Emerson, Lake & Palmer)
  - Eruption
  - Stones of Years
  - Iconoclast
  - Mass
  - Manticore
  - Battlefield
  - Aquatarkus

## Formazione
- Jordan Rudess – tastiere, voce (4)
- Rod Morgenstein – batteria
- Neal Morse – voce (1)
- Kip Winger – voce (3,6)
- Steven Wilson – voce (6)
- Ed Wynne – chitarra (2,3)
- Bumblefoot – chitarra (3,6)
- Marco Sfogli – chitarra (1)
- Nick D'Virgilio – voce (2)
- Ricky Garcia – chitarra (2,6)
- Bert Baldwin – tastiera, voce (4)